# Kornelius Westerman

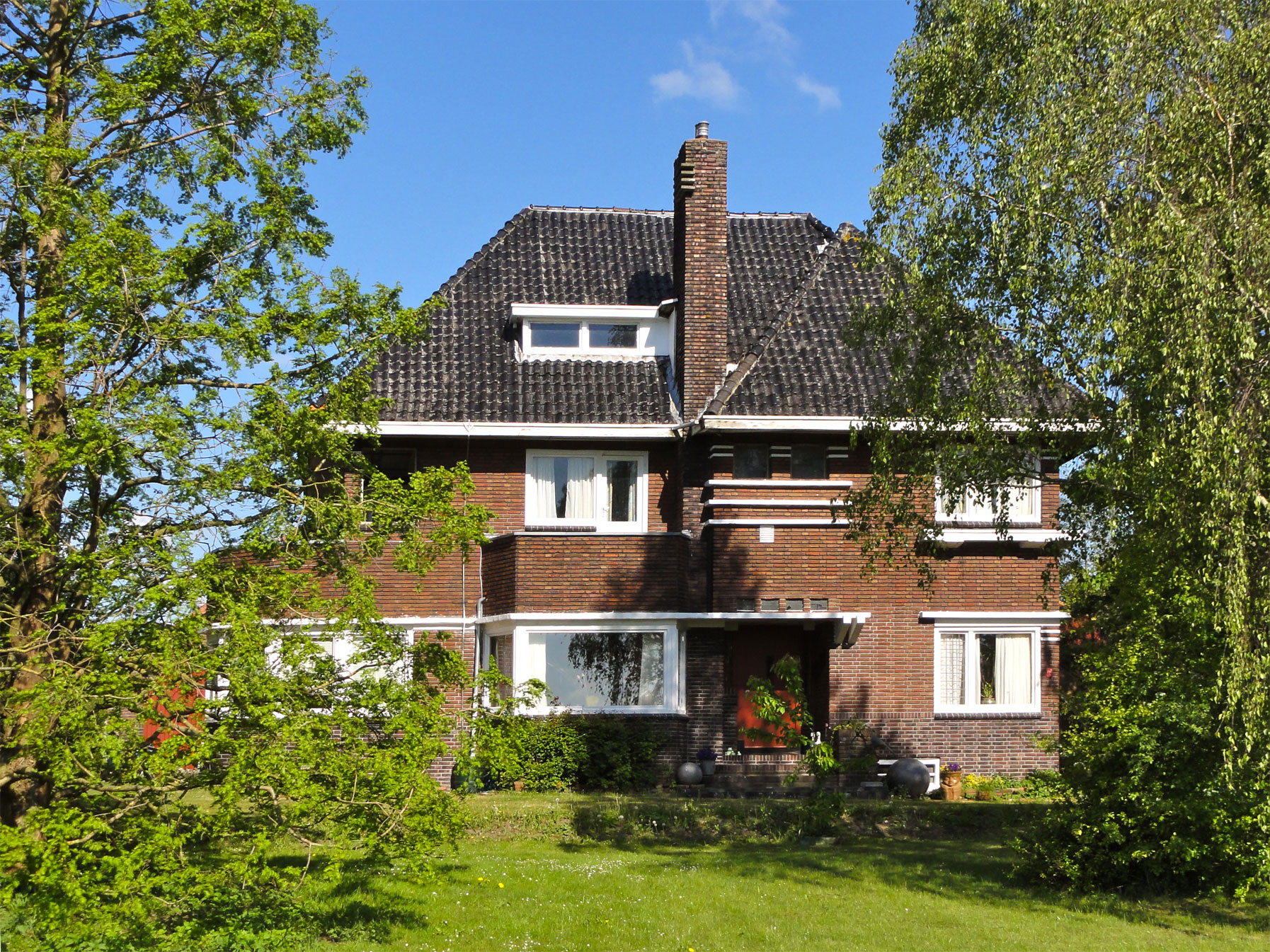
De door Westerman ontworpen villaboerderij aan Hoofdweg 95 in Nieuw-Beerta.

Kornelius Westerman  (Finsterwolde, 6 maart 1892 - Eelde, 23 september 1965) was een Nederlandse architect en aannemer.
Westerman werd in 1892 te Finsterwolde geboren als zoon van de landarbeider Jan Westerman en van Imke Welp. Westerman bouwde voor de Tweede Wereldoorlog als architect enkele villa's in het Oldambt in een aan de Amsterdamse School verwante bouwstijl. In de jaren dertig van de 20e eeuw werkte hij eerst samen met Pieter Rozema te Appingedam in het architectenbureau dat door diens broer Evert Rozema aan hen was overgedaan, en later met Bernardus Wasscher onder de naam Westerman & Wasscher in Finsterwolde. In 1939 richtte hij het aannemersbedrijf K. Westerman n.v. in Hoogkerk op, waarvan hij directeur en commissaris was.
Westerman trouwde in 1926 te Winschoten met de aldaar geboren Ettina Martha Oostingh. Hij overleed in september 1965 te Eelde op 73-jarige leeftijd.

## Werk (selectie)
- 1929 - een notariskantoorwoning in Finsterwolde[1]
- 1932 - een renteniersvilla aan de Verlengde Hoofdweg 2 in Nieuw-Beerta
- 1934 - een villaboerderij aan de Hoofdweg 95 in Nieuw-Beerta
- 1934 - een woonhuis aan de Noordersingel 22 in Hoogezand (samen met Pieter Rozema)

Al deze panden zijn erkend als rijksmonument.